# Plavnica (stacja kolejowa)
Plavnica – stacja kolejowa znajdująca się we wsi Plavnica, w kraju preszowskim, na linii kolejowej nr 185, na Słowacji.